# عریان (فیلم ۲۰۱۷)
عریان یک فیلم کمدی امریکایی به کارگردانی مایکل تیداس است که بازسازی فیلم سوئدی عریان (2000) می باشد.

## بازیگران
- Marlon Wayans به عنوان Rob Anderson[۱]
- رجینا هال در نقش Megan Swope
- جاناتان تاد جکسون[۲]
- Scott Foley در نقش  Cody Favors
- Eliza Coupe در نقش Vicky
- Loretta Devine در نقش Carol
- Brian McKnight در نقش خود
- Dennis Haysbert در نقش Reginald Swope
- Cory Hardrict به عنوان Drill[۳]
- Dave Sheridan در نقش افسر مایک بنتلی
- نیل براون جونیور در نقش افسر ریک مک براید
- Jwaundace Candece در نقش Shaundra
- جیسون دیویس در نقش Principal Melon

## تولید
در ۲۱ سپتامبر ۲۰۱۶ اعلام شد Marlon Wayans و Regina Hall در فیلم هنرنمایی می‌کنند. در ۲۰ اکتبر ۲۰۱۶ Cory Hardrict به بازیگران این فیلم پیوست. در ۱۷ اکتبر ۲۰۱۶ عکاسی اصلی آغاز شد.

## انتشار
در ۱۱ اوت ۲۰۱۷ فیلم توسط  Netflix منتشر شد.